# Hintereggeten
Hintereggeten ist ein Gemeindeteil der Gemeinde Gattendorf im Landkreis Hof (Oberfranken, Bayern). Hintereggeten liegt in der Gemarkung Gattendorf.

## Geografie
Die Einöde liegt direkt an der Landesgrenze zu Sachsen. Im Süden liegt das Kleine Bärenholz. Ein Anliegerweg führt nach Vordereggeten (0,4 km südwestlich).

## Geschichte
Von 1797 bis 1810 unterstand Hintereggeten dem Justiz- und Kammeramt Hof. Infolge des Ersten Gemeindeedikts wurde Hintereggeten dem 1812 gebildeten Steuerdistrikt Gattendorf und der zugleich entstandenen Ruralgemeinde Gattendorf zugewiesen.

### Einwohnerentwicklung
| Jahr      | 1819  | 1861  | 1871  | 1885   | 1900   | 1925   | 1950   | 1961   | 1970   | 1987   | 2015  |
| Einwohner | *32   | 19    | 13    | 14     | 8      | 6      | 4      | 6      | 5      | 4      | 4     |
| Häuser    |       |       |       | 3      | 2      | 1      | 1      | 1      |        | 1      |       |
| Quelle    | [ 5 ] | [ 8 ] | [ 9 ] | [ 10 ] | [ 11 ] | [ 12 ] | [ 13 ] | [ 14 ] | [ 15 ] | [ 16 ] | [ 1 ] |

## Religion
Hintereggeten ist evangelisch-lutherisch geprägt und bis heute nach Kirchgattendorf gepfarrt.